# 蘇萊曼·本·哈克木
蘇萊曼·本·哈克木（阿拉伯语：سليمان المستعين بالله，965年—1016年）是一位哥多華哈里發，1009年至1010年、1013年至1016年在位。
蘇萊曼·本·哈克木是阿卜杜拉赫曼三世的一個曾孫，1009年率領柏柏人軍隊打敗穆罕默德二世成為哈里發。隔年穆罕默德二世再度起兵，將蘇萊曼趕下王位，但自己也被傭兵所殺，希沙姆二世復位。1013年蘇萊曼在柏柏人幫助下再度登上哈里發之位，直到1016年被阿里·本·哈穆德·納賽爾廢位、監禁、斬首。